# Shogun (roman)
Shōgun, av James Clavell, är en bok från 1975 som utspelar sig i det feodala Japan år 1600. Berättelsen är delvis baserad på verkliga historiska händelser i Japan och tar sin början några månader före slaget vid Sekigahara. Dock har huvudfigurernas namn ändrats i boken. Boken filmatiserades i form av en TV-serie både 1980 och 2024 och ett datorspel baserat på boken utvecklades av Infocom. Shōgun är en del av Clavells asiatiska svit om sex romaner.
Shōgun handlar om den engelske lotsen John Blackthorne som strandar vid Japans kust. Han blir på grund av sitt stora kunnande om sjöfart och fartygsbyggande snart en maktfaktor i den stora maktkamp som pågår mellan framförallt två daimyōr (feodalherrar) om det japanska öriket där målet är att bli shōgun (militärdiktator och överbefälhavare).
Shōgun gavs ut år 1977 i svensk översättning av Sam J. Lundwall.

## Personer i boken
Många av Shoguns rollfigurer är baserade på verkliga personer.
- John Blackthorne – William Adams (1564–1620)
- Yoshi Toranaga – Tokugawa Ieyasu (1543–1616)
- Yoshi Sudara – Tokugawa Hidetada (1579–1632)
- Yoshi Naga – Matsudaira Tadayoshi (1580–1607)
- Ishido – Ishida Mitsunari (1559–1600)
- Ochiba – Yodo-dono (1569–1615)
- Yaemon – Toyotomi Hideyori (1593–1615)
- Onoshi – Otani Yoshitsugu (1558–1600)
- Harima – Arima Harunobu (1567–1612)
- Kiyama – Konishi Yukinaga (1555–1600)
- Sugiyama – Maeda Toshiie (1539–1599)
- Zataki – Hisamatsu Sadakatsu (1560–1624)
- Toda Mariko – Hosokawa Gracia (1563–1600)
- Toda Hiro-matsu – Hosokawa Fujitaka (1534–1610)
- Toda Buntaro – Hosokawa Tadaoki (1563–1646)
- Toda Saruji – Hosokawa Tadatoshi (1586–1641)
- Kasigi Yabu – Honda Masanobu (1538–1616)
- Kasigi Omi – Honda Masazumi (1566–1637)
- Goroda – Oda Nobunaga (1534–1582)
- Nakamura – Toyotomi Hideyoshi (1536–1598)
- Akechi Jinsai – Akechi Mitsuhide (1528–1582)
- Genjiko – Oeyo (1573–1626)
- Martin Alvito – João Rodrigues Tçuzu (1561/1562–1633/1634)
- Johann Vinck – Jan Joosten van Lodensteijn (1556?–1623)
- Spillbergen – Jacob Quaeckernaeck (?–1606)
- Fader Dell'Aqua – Alessandro Valignano (1539–1606)
- Broder Michael – Miguel Chijiwa (1569?–1633)
- Generalkapten Ferriera – Horatio Neretti, befälhavare för svarta skeppet år 1600